# Rhombophyllum nelii
Rhombophyllum nelii är en isörtsväxtart som beskrevs av Schwant. Rhombophyllum nelii ingår i släktet Rhombophyllum och familjen isörtsväxter. Inga underarter finns listade i Catalogue of Life.